# نهائي كأس إيطاليا 2017
نهائي كأس إيطاليا 2017 هي المباراة النهائية من منافسة كأس إيطاليا 2016–17، أقيمت المباراة في 17 مايو 2017، في ملعب أولمبيكو، بين فريقي يوفنتوس، ونادي لاتسيو، وفاز فيها يوفنتوس، بعد أن هزم نادي لاتسيو، بنتيجة 2 - 0، وكان حكم المباراة Paolo Tagliavento ‏، وحضر المباراة 66341 شخصاً.

## تفاصيل المباراة
لعبت المباراة النهائية في 17 مايو 2017.
| يوفنتوس                                           | 2 -0 | نادي لاتسيو |
| ------------------------------------------------- | ---- | ----------- |
| داني ألفيس 12 دقيقة' · ليوناردو بونوتشي 24 دقيقة' |      |             |